# Уразова Владислава Сергіївна
Владислава Сергіївна Уразова (14 серпня 2004 , Ростов-на-Дону ) — російська спортивна гімнастика, олімпійська чемпіонка 2020 в команді, срібний призер чемпіонату Європи 2021 року у вправі на різновисоких брусах. Майстер спорту. ходить до основного складу збірної команди Росії.
Дворазова чемпіонка першого чемпіонату світу серед юніорів (2019) — в командному багатоборстві та на брусах, а також срібна медалістка в особистому багатоборстві та бронзова в опорному стрибку.

## Спортивна біографія

### 2017
У квітні на першості Росії 2017 року серед юніорок здобула (в розряді КМС) золото в опорному стрибку. У командному багатоборстві посіла з командою Ростовської області 6-е місце. В особистому багатоборстві посіла 4-е місце. Крім опорного стрибка, вийшла до фіналу ще в одному окремому виді, у вільних вправах, де стала 4-ю.

### 2018
На проведеній в Челябінську першості Росії 2018 року серед юніорок здобула срібло в особистому багатоборстві та три золота в окремих видах: в опорному стрибку, на колоді і у вільних вправах. З командою була 4-ю.
У серпні представляла Росію в юніорських змаганнях, які проходили в Глазго на чемпіонаті Європи. Повернулася з командною срібною медаллю. Крім того, була 7-ю в опорному стрибку і 5-ю у вільних вправах.

### 2019
На першості Росії 2019 року в Пензі завоювала три золоті медалі — в особистому багатоборстві, в опорному стрибку і на брусах — і срібну у вільних вправах. На колоді була 4-й.
У червні разом з Оленою Герасимовою, Вікторією Лістуновою та запасною Яною Ворониою представляла Росію в Дьйорі (Угорщина) на першому в історії чемпіонаті світу серед юніорів. Повернулася з двома золотими медалями — командною та індивідуальною за вправи на брусах. В особистому багатоборстві стала срібною призеркою. Крім брусів, вийшла до фіналу ще в двох окремих видах: в опорному стрибку, де завоювала бронзу, і на колоді, де стала 4-ю.

### 2021
На чемпіонаті Росії 2021 року в Пензі завоювала золото на брусах, срібло в команді і в особистому багатоборстві та бронзу у вільних вправах.
На чемпіонаті Європи в швейцарському Базелі Владислава посіла третє місце в кваліфікації до абсолютного першості, проте не змогла взяти участь у фіналі, поступившись двом співвітчизницям — Ангеліні Мельниковій та Вікторії Лістуновій. Росіянка успішно відібралась до фіналу у вправі на різновисоких брусах і стала срібною медалісткою в цьому виді програми.
На літніх Олімпійських іграх 2020 року в Токіо Владислава Уразова стала олімпійською чемпіонкою в командному багатоборстві разом з Ангеліною Мельниковою, Вікторією Лістуновою та Лілією Ахаїмовою з результатом 169,528, випередивши збірну США (результат 166,096 відповідно).